# Kleptochthonius
Kleptochthonius es un género de arácnido  del orden Pseudoscorpionida de la familia Chthoniidae.

## Especies
Las especies de este género son:
- subgénero indeterminado
  - Kleptochthonius griseomanus Muchmore, 2000
  - Kleptochthonius lewisorum Muchmore, 2000
- Kleptochthonius (Chamberlinochthonius) Vachon, 1952
  - Kleptochthonius affinis Muchmore, 1976
  - Kleptochthonius anophthalmus Muchmore, 1970
  - Kleptochthonius attenuatus Malcolm & Chamberlin, 1961
  - Kleptochthonius barri Muchmore, 1965
  - Kleptochthonius binoculatus Muchmore, 1974
  - Kleptochthonius cerberus Malcolm & Chamberlin, 1961
  - Kleptochthonius charon Muchmore, 1965
  - Kleptochthonius daemonius Muchmore, 1965
  - Kleptochthonius erebicus Muchmore, 1965
  - Kleptochthonius gertschi Malcolm & Chamberlin, 1961
  - Kleptochthonius hageni Muchmore, 1963
  - Kleptochthonius henroti (Vachon, 1952)
  - Kleptochthonius hetricki Muchmore, 1974
  - Kleptochthonius hubrichti Muchmore, 1965
  - Kleptochthonius infernalis Malcolm & Chamberlin, 1961
  - Kleptochthonius krekeleri Muchmore, 1965
  - Kleptochthonius lutzi Malcolm & Chamberlin, 1961
  - Kleptochthonius microphthalmus Malcolm & Chamberlin, 1961
  - Kleptochthonius myopius Malcolm & Chamberlin, 1961
  - Kleptochthonius orpheus Muchmore, 1965
  - Kleptochthonius packardi (Hagen, 1879)
  - Kleptochthonius pluto Muchmore, 1965
  - Kleptochthonius proserpinae Muchmore, 1965
  - Kleptochthonius proximosetus Muchmore, 1976
  - Kleptochthonius regulus Muchmore, 1970
  - Kleptochthonius rex Malcolm & Chamberlin, 1961
  - Kleptochthonius similis Muchmore, 1976
  - Kleptochthonius stygius Muchmore, 1965
  - Kleptochthonius tantalus Muchmore, 1966
- Kleptochthonius (Kleptochthonius) Chamberlin, 1949
  - Kleptochthonius crosbyi (Chamberlin, 1929)
  - Kleptochthonius geophilus Malcolm & Chamberlin, 1961
  - Kleptochthonius inusitatus Muchmore, 1994
  - Kleptochthonius magnus Muchmore, 1966
  - Kleptochthonius multispinosus (Hoff, 1945)
  - Kleptochthonius oregonus Malcolm & Chamberlin, 1961
  - Kleptochthonius polychaetus Muchmore, 1994
  - Kleptochthonius sheari Muchmore, 1994